# Golf (geografia)
Un golf és una part de l'oceà o mar, de gran extensió, tancat per puntes o caps de terra. Encara que normalment es confon amb badia, aquesta última és de menor extensió.
Una badia és una porció de mar o oceà envoltada per tots costats de terra menys per un, just el contrari que un cap. Algunes badies són creades per penínsules o mars (o llacs) interiors amb desguàs oceànic.
Les badies o golfs que depenen d'altres golfs o badies, o que són de menor grandària o profunditat reben el nom de: golfet, ancorada, cala o caleta.
Les badies han tingut sempre gran importància estratègica i econòmica, ja que, normalment, són llocs ideals per a la construcció de ports i dics o per oferir abric contra les marees.

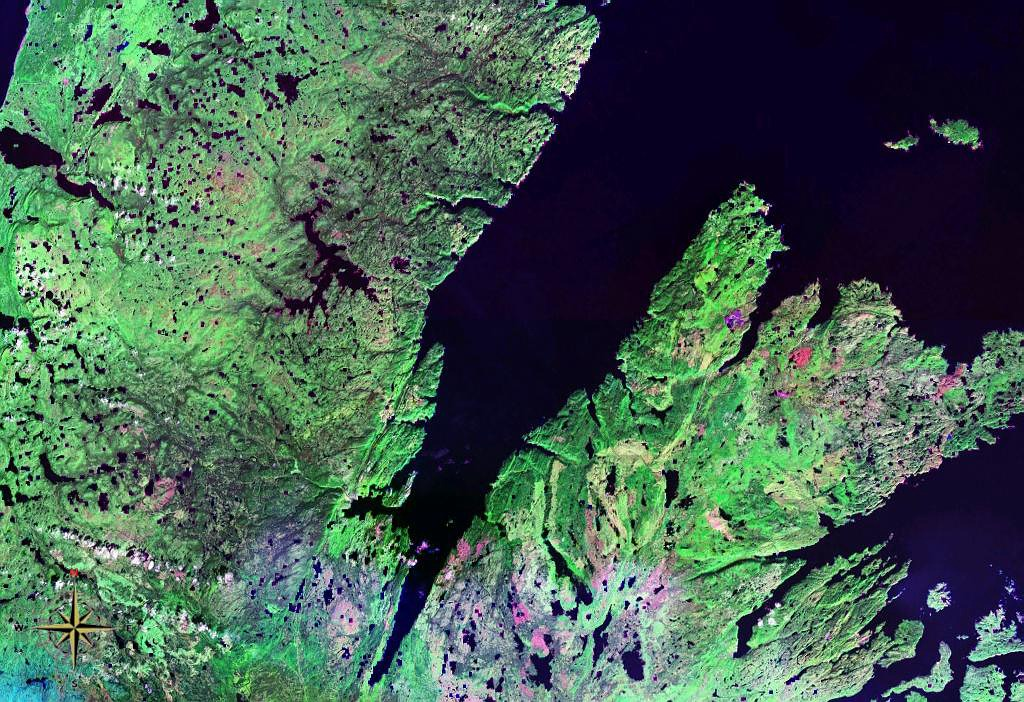
Badia

## Golfs més reconeguts

### Àfrica
- Golf de Guinea (Oceà Atlàntic)
- Golf de Sirte, a Líbia (Mar Mediterrània)
- Golf de Suez, a Egipte (Mar Roja)

### Amèrica del Nord
- Badia de Baffin, entre Groenlàndia i el Canadà
- Badia de Hudson, entre les províncies i territoris canadencs de Manitoba, Ontario, Quebec i Nunavut
- Badia de James, al Canadà entre Ontario i Quebec (Badia de Hudson)
- Golf de Califòrnia, entre la península de Baixa Califòrnia i Mèxic (Oceà Pacífic)
- Golf de Tehuantepec, a Mèxic (Oceà Pacífic)
- Badia de Monterrey, a Califòrnia (Oceà Pacífic)
- Badia de San Francisco, a Califòrnia (Oceà Pacífic)
- Golf de Mèxic, entre Mèxic, Cuba i Estats Units
- Badia de Chesapeake, principalment a Maryland, als Estats Units (Oceà Atlàntic)
- Golf de Sant Llorenç, al Canadà, entre Quebec, Nova Brunswick i Terranova (Oceà Atlàntic)

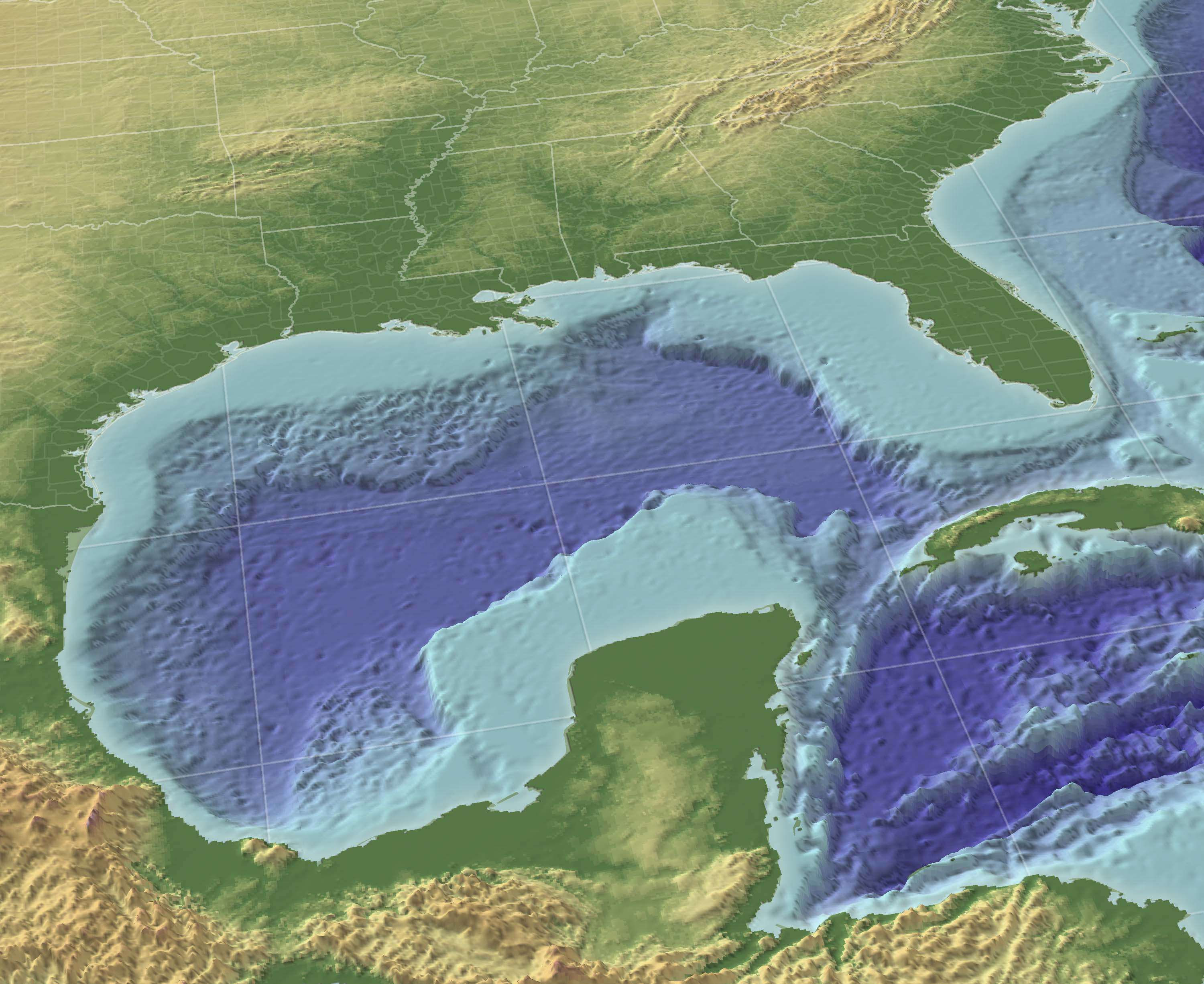
Golf de Mèxic

### Amèrica Central i el Carib
- Golf de Panamà (Oceà Pacífic)
- Golf de Darién, entre Panamà i Colòmbia (Mar Carib)
- Golf d'Hondures, entre Hondures, Guatemala i Belize (Mar Carib)
- Badia de Cochinos, a Cuba (Mar Carib)
- Golf de Batabanó, a Cuba (Mar Carib)
- Golf de Guacanayabo, a Cuba (Mar Carib)
- Golf de Gonave, a Haití (Mar Carib)

### Amèrica del Sud
- Golf de Guayaquil, a Equador (Oceà Pacífic)
- Golf d'Arica, entre el Perú i Xile (Oceà Pacífic)
- Golf San Jorge, a l'Argentina (Oceà Atlàntic)

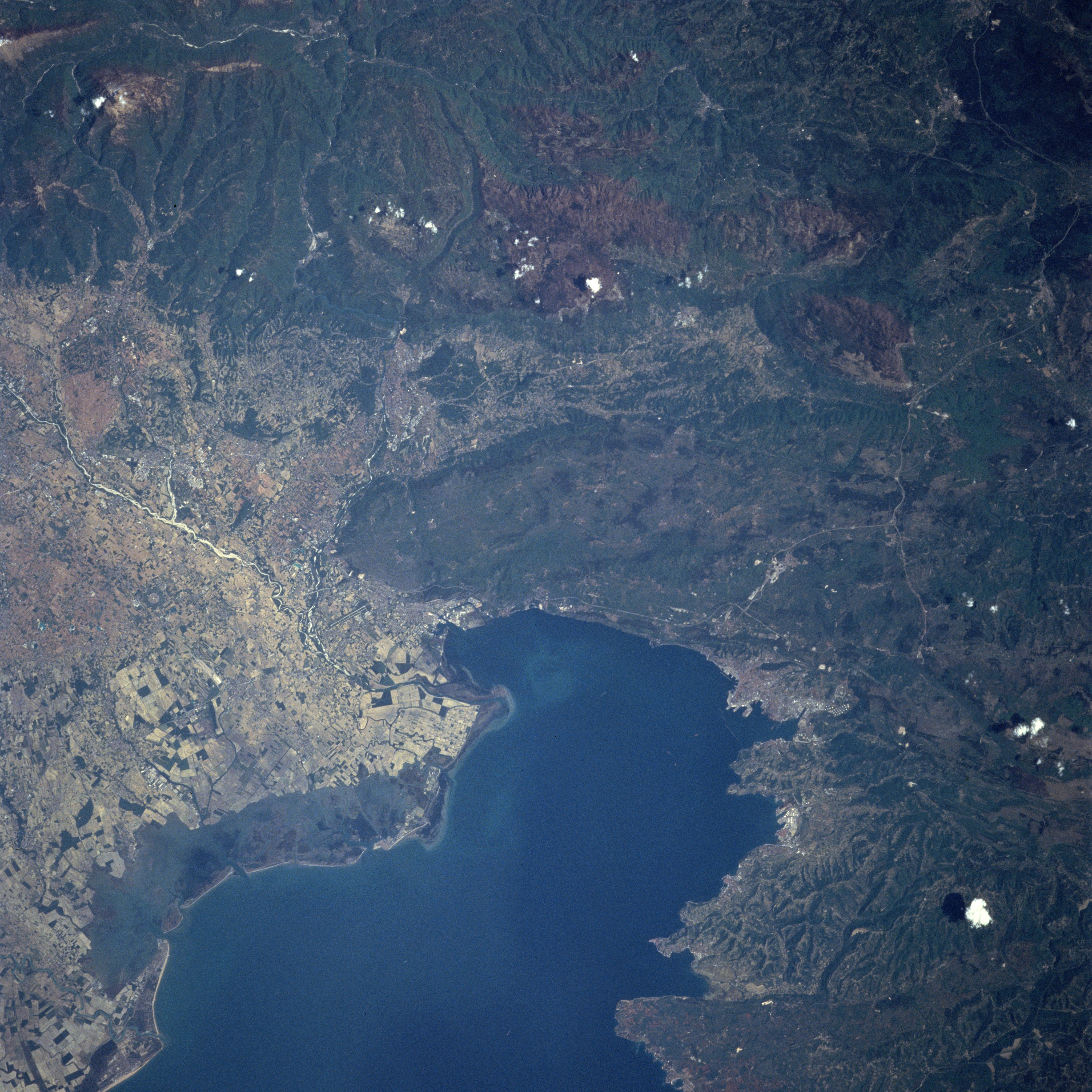
Golf

- Golf San Matías, a l'Argentina (Oceà Atlàntic)
- Bahía Blanca, a l'Argentina (Oceà Atlàntic)
- Golf de Veneçuela (Mar Carib)

### Àsia
- Golf d'Aqaba, entre Jordània, Egipte, Israel i Aràbia Saudita (Mar Roja)
- Golf d'Aden, entre el Iemen i Somàlia (Oceà Índic)
- Golf Pèrsic, entre Iran i la Península Aràbiga
- Golf d'Oman, entre Oman i l'Iran (Oceà Índic)
- Golf de Bengala, entre l'Índia, Bangladesh i Myanmar (Oceà Índic)
- Golf de Tailàndia (Mar de la Xina Meridional)
- Golf de Tonkín, entre la Xina i el Vietnam (Mar de la Xina Meridional)
- Badia de Tòquio, al Japó (Oceà Pacífic)

### Europa
- Golf de Bòtnia, entre Suècia i Finlàndia (Mar Bàltica)
- Golf de Finlàndia, entre Finlàndia i Estònia (Mar Bàltica)
- Golf de Riga, entre Letònia i Estònia (Mar Bàltica)
- Golf de Biscaia, entre el País Basc i França (Oceà Atlàntic)
- Golf de Cadis, a Andalusia (Oceà Atlàntic)
- Golf de València, al País Valencià (Mar Mediterrània)
- Golf de Lleó, a França (Mar Mediterrània)
- Golf de Nàpols, a Itàlia (Mar Tirrena)
- Golf de Tarent, a Itàlia (Mar Jònica)
- Golf de Venècia, a Itàlia (Mar Adriàtica)
- Golf de Corint, a Grècia (Mar Jònica)

### Oceania
- Gran Badia Australiana (Oceà Índic)
- Golf de Carpentària, a Austràlia (Mar d'Arafura)
- Badia de Tasmània, a Nova Zelanda (Mar de Tasmània)